# Leif Wennerström
Leif Wennerström (* 24. Dezember 1937) ist ein schwedischer Schlagzeuger des Modern Jazz.
Wennerström war seit 1963 Mitglied des Quartetts von Bernt Rosengren, das durch Skandinavien und Osteuropa tourte und auch auf dem Jazz Jamboree auftrat. Seit 1967 konzertierte es auch mit Don Cherry bzw. dann mit Mongezi Feza und spielte Alben auch mit diesen ein. Weiterhin begleitete er durchreisende amerikanische Musiker wie 1965 Ben Webster oder Benny Bailey ( How Deep Can You Go? 1976). In den 1980er Jahren arbeitete er auch mit Bertil Lövgren sowie Krister Andersson und gehörte dann zum Trio von Per Henrik Wallin. Erst 1995 legte er ein Album als Leader vor. Wennerström hat zwischen 1960 und 2001 an 81 Jazzaufnahmen mitgewirkt.

## Diskographische Hinweise
- Don Cherry Movement Incorporated (Anagram, 1967, ed. 2005 mit Bernt Rosengren, Maffy Falay, Brian Trentham, Bengt Frippe Nordström, Tommy Koverhult, Torbjörn Hultcrantz, Okay Temiz)
- Per Henrik Wallin Where Is Spring (Dragon 1986–87, mit Torbjörn Hultcrantz)
- Don Quijote (Dragon 1995, mit Patrik Boman, Hakan Falthin, Göran Lindberg, Håkan Nyqvist, Bernt Rosengren)